# Stammliste der Familie Rothschild
Die Frankfurter Bankiersdynastie Rothschild beherrschte im 19. Jahrhundert den europäischen Finanzmarkt. Ihr Begründer war Mayer Amschel Rothschild. Seine fünf Söhne wurden 1817 geadelt und 1822 in den österreichischen Freiherrnstand erhoben. Sie gründeten in ausländischen Metropolen wichtige Zweige dieser Dynastie. Die Familie wurde zur berühmtesten aller europäischen Bankendynastien und übte rund 200 Jahre lang großen Einfluss auf die wirtschaftliche und politische Geschichte Europas aus.

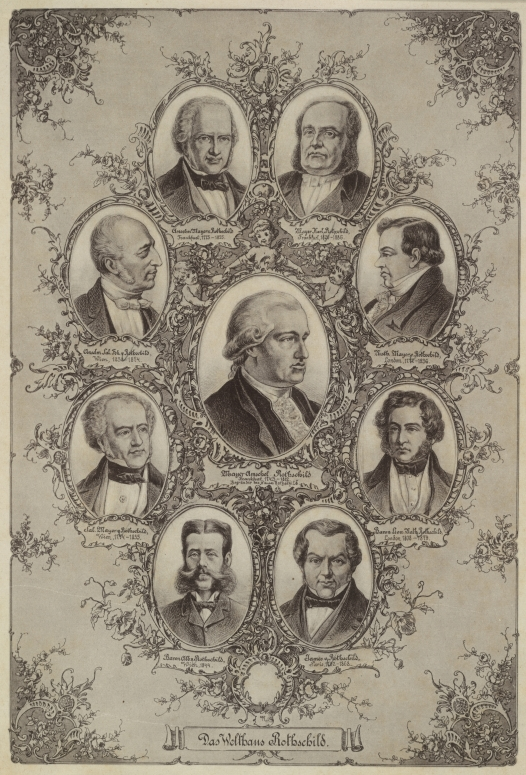
„Das Welthaus Rothschild“

## Erste Generation: Söhne und Töchter M. A. Rothschilds
Mayer Amschel Rothschild war anfangs im Münz- und Antiquitätenhandel tätig und gründete das Bankhaus M. A. Rothschild & Söhne.
- Mayer Amschel Rothschild (1744–1812), Bankier
Begründer der Dynastie
⚭ 1770: Gutle Schnapper (1753–1849)
  - Schönche Jeanette Rothschild (1771–1859)
⚭ 1795: Benedikt Moses Worms (1772–1824)
Begründer des Zweigs „von Worms“  (keine Träger des Namens „Rothschild“)
  - Amschel Mayer von Rothschild (1773–1855), Bankier
⚭ 1796: Eva Hanau (1779–1848)
Einziger Repräsentant des Frankfurter Zweigs (ohne Nachkommen)
  - Salomon Meyer von Rothschild (1774–1855), Bankier
Begründer des Wiener Zweigs
  - Nathan Mayer von Rothschild (1777–1836), Bankier
Begründer des Londoner Zweigs
  - Isabella Rothschild (1781–1861)
  - Babette Rothschild (1784–1869)
⚭ 1808: Siegmund Leopold Beyfus (1786–1845), Bankier
Mutter von Charlotte Oppenheim (1811–1887)
  - Carl Mayer von Rothschild (1788–1855), Bankier
Begründer des neapolitanischen Zweigs
  - Julie Rothschild (1790–1815)
⚭ 1811 Mayer Levin Beyfus (1790–1860), Bankier
  - Henriette Rothschild (1791–1866)
⚭ 1815: Abraham Montefiore (1788–1824), Bankier
Begründer des Montefiore-Zweigs (keine Träger des Namens „Rothschild“)
Teilweise mit der Londoner Linie verbunden
  - James de Rothschild (1792–1868), Bankier
Begründer des Pariser Zweigs

## Zweig „von Worms“: Nachfahren von Jeanette Rothschild
Rothschilds erstes Kind war eine Tochter, Schönche Jeanette. Sie heiratete 1795 den Bankier Benedikt Moses Worms und hatte mit ihm einen Sohn, Salomon Benedikt. Ihre Ur-Ur-Ur-Ur-Urenkelin, Bettina Rheims, ist heute eine bekannte Fotografin.
- Mayer Amschel Rothschild (1744–1812), Bankier
Begründer der Dynastie
⚭ 1770: Gutle Schnapper (1753–1849)
  - Schönche Jeanette Rothschild (1771–1859)
⚭ 1795: Benedikt Moses Worms (1772–1824)
Begründer der Linie von Worms
    - Salomon Benedikt von Worms (1801–1882)
⚭ 1827: Henriette Samuel (1810–1845)
      - Ellen Henriette von Worms (1836–1894)
⚭ 1857: Adolf Landauer (1829–1885)
        - Evelina Landauer (1859–1930)
⚭ 1878: Philipp Schey von Koromla (1854–1922)
          - Philipp Schey von Koromla (1881–1929)
⚭ (2) 1921: Else Eckersberg (1895–1989)
            - Alix Schey von Koromla (1911–1982)
⚭ (1) 1929: Kurt Krahmer (1900–1936)
              - Lili Krahmer (1930–1996)
⚭ (1) 1951–1980: Maurice Rheims (1910–2003)
(Académie française)
                - Bettina Rheims (* 1952), Fotografin
                - Nathalie Rheims (* 1959), Filmproduzentin

            - ⚭ (2) 1937–1956 Guy de Rothschild (1909–2007)

## Wiener Zweig: Nachfahren von Salomon Rothschild

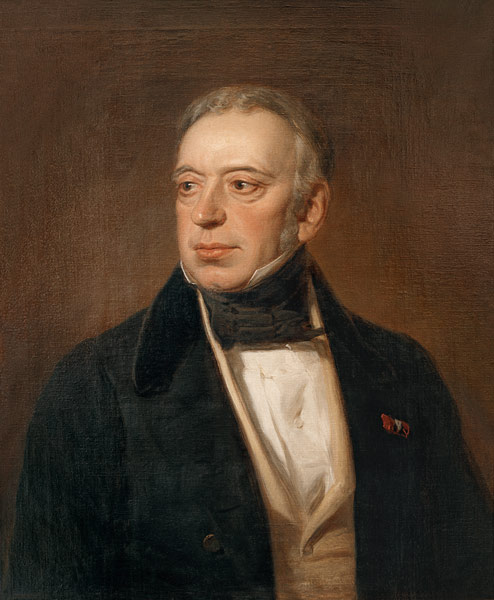
Salomon Rothschild

Während der älteste Sohn Rothschilds, Amschel Mayer Rothschild, das väterliche Stammhaus in Frankfurt übernahm, gründete der zweite Sohn, Salomon, die Dépendance S. M. v. Rothschild in Österreich. Salomon und seine Frau Caroline hatten zwei Kinder, Anselm und Betty. Betty heiratete mit 19 Jahren ihren Pariser Onkel James, Anselm mit 23 seine Londoner Nichte Charlotte. Anselm und Charlotte hatten zwei Töchter, die beide mit Neapeler Cousins verheiratet wurden, und einen Sohn, Nathaniel Meyer, der kinderlos blieb.
- Mayer Amschel Rothschild (1744–1812), Bankier
Begründer der Dynastie
⚭ 1770: Gutle Schnapper (1753–1849)
  - Salomon Meyer von Rothschild (1774–1855), Bankier
Begründer des Wiener Zweigs
⚭ Caroline Stern (1782–1854)
    - Anselm Salomon von Rothschild (1803–1874)
⚭ 1826: Charlotte von Rothschild (1807–1859)
(siehe Londoner Zweig)
      - Julie von Rothschild (1830–1907)
⚭ 1850: Adolph Carl von Rothschild (1823–1900)
(siehe Neapeler Zweig)
      - Mathilde von Rothschild (1832–1924)
⚭ 1849: Wilhelm Carl von Rothschild (1828–1901)
(siehe Neapeler Zweig)
      - Sara Louise von Rothschild (1834–1924)
⚭ 1858: Raimondo Franchetti (1829–1905)
        - Alberto Franchetti (1860–1942)

      - Nathaniel Meyer von Rothschild (1836–1905)
      - Ferdinand James Anselm von Rothschild (1839–1898)
⚭ 1865: Evelina Gertrude de Rothschild (1839–1866)
(siehe Londoner Zweig)
      - Albert Salomon Anselm von Rothschild (1844–1911)
⚭ 1876: Bettina Caroline de Rothschild (1858–1892)
(siehe Pariser Zweig)
        - Alphonse Maier von Rothschild (1878–1942)
        - Louis Nathaniel von Rothschild (1882–1955)
        - Eugène Daniel von Rothschild (1884–1976)

    - Betty Salomon de Rothschild (1805–1886)
⚭ 1824: James de Rothschild
(siehe Pariser Zweig)

## Londoner Zweig: Nachfahren von Nathan Mayer Rothschild

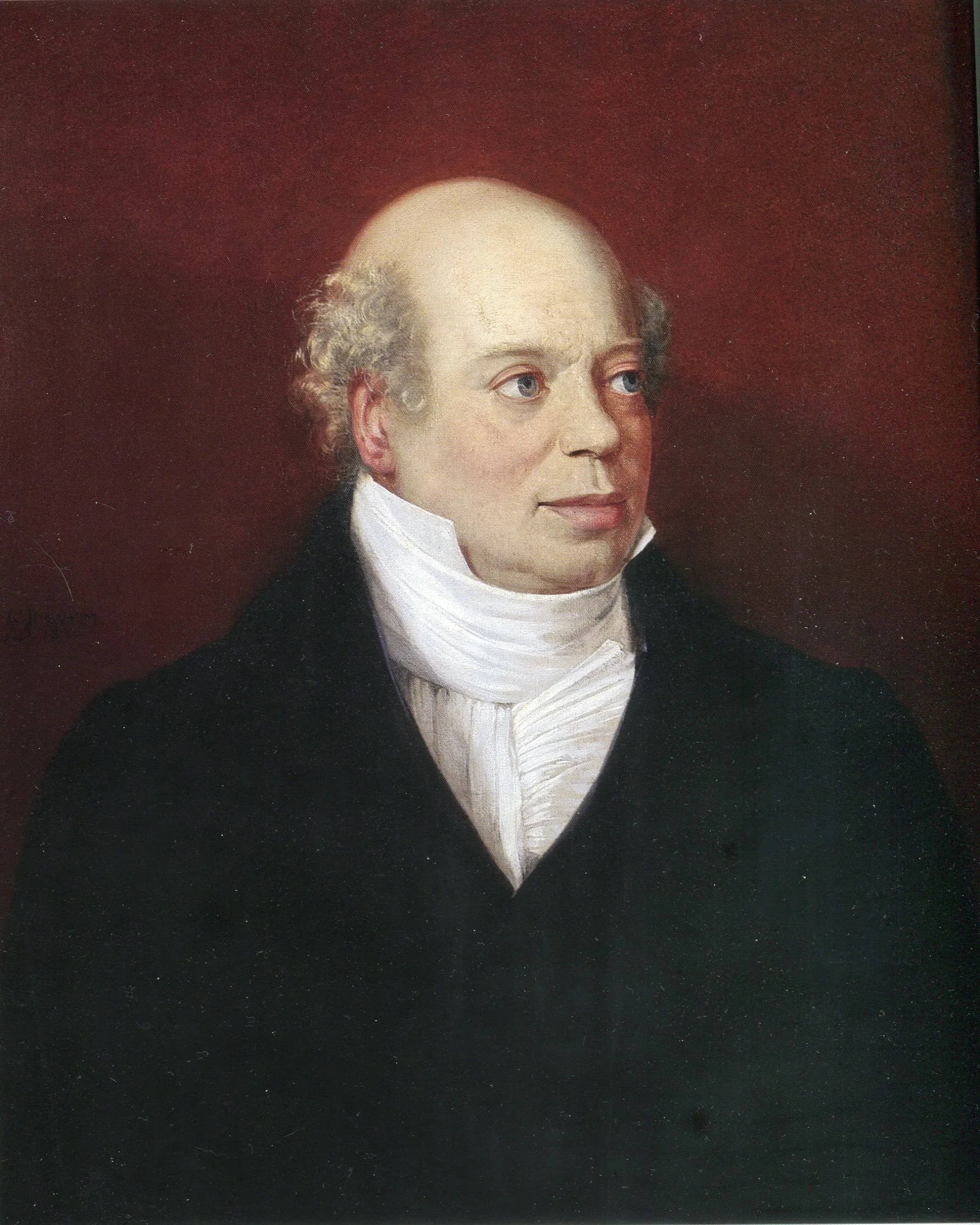
Nathan Mayer Rothschild

Rothschilds Sohn Nathan ging nach England, zunächst nach Manchester, dann nach London. Das von ihm gegründete Bankhaus N M Rothschild & Sons existiert noch heute. Nathan heiratete 1806 Hannah Barent Cohen, mit der er sieben Kinder (vier Söhne und drei Töchter) hatte. Bis auf Hanna Mayer heirateten alle Kinder innerhalb der Familie. Nathans gleichnamiger Enkel wurde zum Ersten Baron Rothschild.
- Mayer Amschel Rothschild (1744–1812), Bankier
Begründer der Dynastie
⚭ 1770: Gutle Schnapper (1753–1849)
  - Nathan Mayer von Rothschild (1777–1836), Bankier
Begründer des Londoner Zweiges
⚭ 1806: Hannah Barent Cohen (1783–1850)
    - Charlotte von Rothschild (1807–1859)
⚭ 1826: Anselm Salomon von Rothschild (1803–1874)
(siehe Wiener Zweig)
    - Lionel de Rothschild (1808–1879)
⚭ 1836: Charlotte von Rothschild  (1819–1884)
(siehe Neapeler Zweig)
      - Leonora von Rothschild (1837–1911)
⚭ 1857: Alphonse de Rothschild (1827–1905)
(siehe Pariser Zweig)
      - Evelina Gertrude de Rothschild (1839–1866)
⚭ 1865: Ferdinand James Anselm von Rothschild (1839–1898)
(siehe Wiener Zweig)
      - Nathan Mayer Rothschild (1840–1915)
1. Baron Rothschild
⚭ 1867: Emma Louise von Rothschild (1844–1935)
        - Lionel Walter Rothschild (1868–1937)
2. Baron Rothschild
ohne eheliche Nachkommen
        - Charles Rothschild (1877–1923)
⚭ 1907: Rozsika Edle von Wertheimstein (1870–1940)
          - Miriam Rothschild (1908–2005), Meeresbiologin
          - Elizabeth Charlotte Rothschild (1909–1988), genannt Liberty
          - Victor Rothschild (1910–1990), Biologe
3. Baron Rothschild
⚭ 1933: Barbara Hutchinson (1911–1989)
            - Jacob Rothschild (1936–2024), Bankier
4. Baron Rothschild
⚭ 1961: Serena Mary Dunn (1935–2019)
              - Nathaniel Philip Rothschild (* 1971), Geschäftsmann
5. Baron Rothschild

          - Pannonica de Koenigswarter (1913–1988), Mäzenin

      - Alfred Charles de Rothschild (1842–1918)
      - Leopold de Rothschild (1845–1917)
⚭ 1881: Marie Perugia (1862–1937)
        - Lionel Nathan de Rothschild (1882–1942)
⚭ 1912: Marie Louise Eugénie Beer (1892–1975)
          - Rosemary Leonora Ruth de Rothschild (1913–2013)
          - Edmund Leopold de Rothschild (1916–2009)
          - Naomi Luisa Nina de Rothschild (1920–2007)
          - Leopold David de Rothschild (1927–2012)

        - Evelyn Achille de Rothschild (1886–1917)
        - Anthony Gustav de Rothschild (1887–1961)

    - Anthony de Rothschild (1810–1876)
⚭ 1840: Louise Montefiore (1821–1910)
    - Nathaniel de Rothschild (1812–1870)
⚭ 1842: Charlotte de Rothschild (1825–1899)
(siehe Pariser Zweig)
      - Nathan de Rothschild (1844–1884)
⚭ 1871: Laura von Rothschild (1847–1931)
(siehe Neapeler Zweig)
        - Henri James de Rothschild (1872–1946)
⚭ 1895: Mathilde Weissweiller (1872–1926)
          - Philippe de Rothschild (1902–1988)
⚭ 1935: Élisabeth Pelletier de Chambure (1902–1945),
gestorben bei der Deportation nach Ravensbrück
            - Philippine de Rothschild (1933–2014)
Anteilseignerin der «Baron Philippe de Rothschild S.A.»,
Eigentümerin der Château Mouton-Rothschild

    - Hanna Mayer de Rothschild (1815–1864)
⚭ 1839: Henry FitzRoy (1807–1859)
    - Mayer Amschel de Rothschild (1818–1874)
⚭ 1850: Juliana Cohen (1831–1877)
      - Hannah de Rothschild (1851–1890)
⚭ 1878: Archibald Philip Primrose, 5. Earl of Rosebery (1847–1929)

    - Louise von Rothschild (1820–1894)
⚭ 1842: Mayer Carl von Rothschild (1820–1886)
(siehe Neapeler Zweig)

## Neapolitanischer Zweig: Nachfahren von Kalman Rothschild

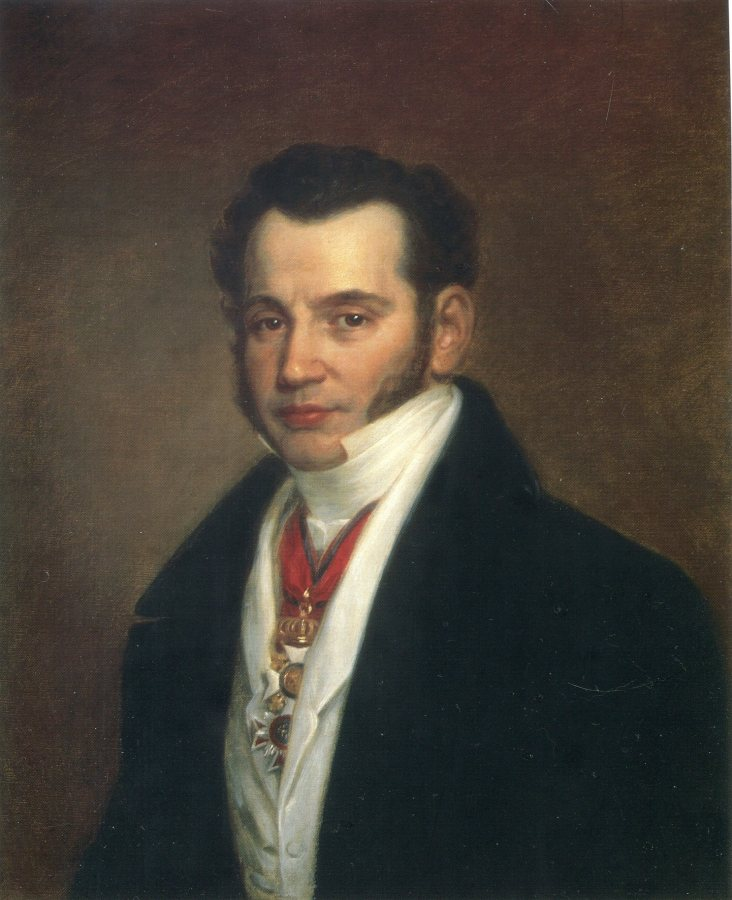
Kalman Rothschild

Kalman, der sich später Carl Mayer Rothschild nannte, eröffnete das Bankhaus der Rothschilds in Neapel C.M. de Rothschild e figli. Mit seiner Frau Adelheid hatte er eine Tochter und vier Söhne. Sie heirateten innerhalb der Familie. Mayer Carl und Wilhelm Carl übernahmen 1855 die Leitung des Frankfurter Hauses, der mittlere Sohn Adolph führte die Niederlassung in Neapel bis zu ihrer Schließung 1863.
- Mayer Amschel Rothschild (1744–1812), Bankier
Begründer der Dynastie
⚭ 1770: Gutle Schnapper (1753–1849)
  - Carl Mayer von Rothschild (1788–1855), Bankier
Begründer des Neapeler Zweigs
⚭ 1818: Adelheid Herz (1800–1853)
    - Charlotte von Rothschild (1819–1884)
⚭ 1836: Lionel de Rothschild (1808–1879)
(siehe Londoner Zweig)
    - Mayer Carl von Rothschild (1820–1886)
⚭ 1842: Louise von Rothschild (1820–1894)
(siehe Londoner Zweig)
      - Adèle von Rothschild (1843–1922)
⚭ 1862: Salomon de Rothschild (1835–1864)
(siehe Pariser Zweig)
      - Laura von Rothschild (1847–1931)
⚭ 1871: Nathan von Rothschild (1844–1881)
(siehe Londoner Zweig)
      - Hannah Luise von Rothschild (1850–1892)

    - Adolph Carl von Rothschild (1823–1900)
⚭ 1850: Julie von Rothschild (1830–1907)
(siehe Wiener Zweig)
    - Wilhelm Carl von Rothschild (1828–1901)
⚭ 1849: Mathilde von Rothschild (1832–1924)
(siehe Wiener Zweig)
      - Georgine Sara von Rothschild (1851–1869)
      - Adelheid von Rothschild (1853–1935)
⚭ 1877: Edmond de Rothschild (1845–1934)
(siehe Pariser Zweig)
      - Minna Karoline von Rothschild (1857–1903)
⚭ 1878: Maximilian Benedikt von Goldschmidt (1843–1940)
Frankfurter Bankier

    - Anselm Alexander Carl von Rothschild (1835–1854)

## Pariser Zweig: Nachfahren von Jakob Rothschild

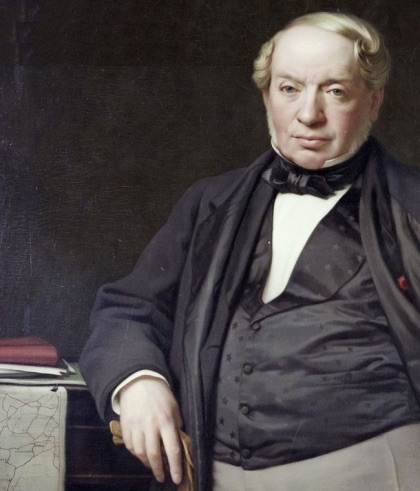
Jakob Rothschild

Rothschilds jüngster Sohn Jakob übernahm die Geschäfte in Paris. Er heiratete seine eigene Nichte Betty und hatte mit ihr fünf Kinder, von denen vier wiederum innerhalb der Familie heirateten. Jakob nannte sich später James de Rothschild.
- Mayer Amschel Rothschild (1744–1812), Bankier
Begründer der Dynastie
⚭ 1770: Gutle Schnapper (1753–1849)
  - James de Rothschild (1792–1868), Bankier
Begründer des Pariser Zweigs
⚭ 1824: Betty Salomon de Rothschild (1805–1886)
    - Charlotte de Rothschild (1825–1899)
⚭ 1842: Nathaniel de Rothschild (1812–1870)
(siehe Londoner Zweig)
    - Alphonse de Rothschild (1827–1905)
⚭ 1857: Leonora von Rothschild (1837–1911)
(siehe Londoner Zweig)
      - Bettina Caroline de Rothschild (1858–1892)
⚭ 1876: Albert Salomon Anselm von Rothschild (1844–1911)
(siehe Wiener Zweig)
      - René de Rothschild (1861–1861)
      - Béatrice de Rothschild (1864–1934)
⚭ 1883: Maurice Ephrussi (1849–1916)
      - Édouard de Rothschild (1868–1949)
⚭ 1905: Germaine Alice Halphen (1884–1975)
        - Alphonse de Rothschild (1906–1911)
        - Guy de Rothschild (1909–2007)
⚭ 1937: Alix Schey von Koromla (1911–1982)
(siehe Zweig «von Worms»)
          - David René de Rothschild (* 1942)
⚭ 1974 Olimpia Aldobrandini (* 1955)

        - ⚭ 1957: Marie-Hélène van Zuylen van Nyevelt (1927–1996)
siehe unten: Urenkelin von Salomon de Rothschild
          - Édouard de Rothschild (* 1957)
⚭ 1981 Mathilde Moche de la Ferté (* 1952)
⚭ 1991 Arielle Marie Malard (* 1963)

        - Jacqueline de Rothschild (1911–2012)
⚭ 1930 Robert Calmann-Lévy (1899–1982)
⚭ 1937 Grigori Piatigorsky (1903–1976)
        - Bethsabée de Rothschild (1914–1999)
⚭  1948–1951 Donald Bloomingdale (1913–1954)

    - Gustave de Rothschild (1829–1911)
⚭ 1859: Cécile Anspach (1840–1912)
      - Robert Philippe de Rothschild (1880–1946)
⚭ 1907: Gabrielle Beer (1886–1945)
        - Diane de Rothschild (1907–1996)
⚭ 1932–1952: Anatole Muhlstein (1889–1957)
          - Hélène Cécile Muhlstein (* 1936)
⚭ 1962: François Nourissier (1927–2011)
Präsident der Académie Goncourt

        - Alain de Rothschild (1910–1982)
⚭ 1938 Mary Chauvin de Treuil (1916–2013)
          - Éric de Rothschild (* 1940)
⚭ 1983 Maria-Béatrice Caracciolo di Forino (* 1955)

        - Elie Robert de Rothschild (1917–2007)
⚭ 1941/42 Liliane Fould-Springer (1916–2003)

    - Salomon de Rothschild (1835–1864)
⚭ 1862: Adèle von Rothschild (1843–1922)
(siehe Neapeler Zweig)
      - Hélène de Rothschild (1863–1947)
⚭ 1887: Étienne van Zuylen van Nyevelt (1860–1934)
        - Egmont van Zuylen van Nyevelt (1890–1960)
⚭ 1927: Marguerite Namétalla (?–1996)
          - Marie-Hélène van Zuylen van Nyevelt (1927–1996)
⚭ (2) 1957: Guy Rothschild (1909–2007)
(siehe Pariser Zweig)

    - Edmond de Rothschild (1845–1934)
⚭ 1877: Adelheid von Rothschild (1853–1935)
(siehe neapolitanischer Zweig)
      - Maurice de Rothschild (1881–1957)
⚭ 1909: Noémie Halphen (1888–1968)
        - Edmond Adolphe de Rothschild (1926–1997)
Bankier
⚭ (2) 1963: Nadine Lhopitalier (* 1932)
          - Benjamin de Rothschild (1963–2021)
Vorsitzender der LCF-Rothschild-Gruppe
⚭ 1999: Ariane Langner (* 1965)